# Manifestations de 2025 en Mongolie
Les manifestations de 2025 en Mongolie débutent le 14 mai 2025 à Oulan-Bator, capitale du pays, à la suite d'informations faisant état de dépenses extravagantes du fils du Premier ministre Luvsannamsrai Oyun-Erdene. Ces manifestations, principalement menées par de jeunes Mongols, sont aussi une réaction à des préoccupations plus larges concernant la corruption du gouvernement, les inégalités et l'influence des élites politiques et de leurs familles.

## Contexte
Le 11 janvier 2025, une manifestation organisée par le parti Liberté se tient place Sükhbaatar à Oulan-Bator, attirant des centaines de participants. Les manifestants appellent à la démission du gouvernement pour des raisons telles que la pollution de l'air, les embouteillages, la pauvreté, la corruption, la fiscalité et la montée du chômage. Le parti déclare que les manifestations se poursuivront jusqu'au 22 janvier et soumet des propositions de démission à 33 députés.
Luvsannamsrain Oyun-Erdene est réélu Premier ministre lors des élections parlementaires de 2024 après que le Parti du peuple mongol (MPP) remporte 68 des 126 sièges parlementaires. Plutôt que de gouverner seul, il forme une coalition avec le Parti démocrate (42 sièges) et le Parti HUN (en) (8 sièges) pour faciliter le consensus sur les réformes économiques à long terme, y compris un projet de fonds souverain et des projets d'infrastructures à grande échelle. En 2025, Oyun-Erdene est le Premier ministre le plus ancien en Mongolie depuis Nambaryn Enkhbayar.
La frustration du public est suscitée par des publications sur les réseaux sociaux de la fiancée de Temuulen Luvsannamsrai, le fils de 23 ans du Premier ministre, montrant des sacs à main de luxe, une bague de luxe et une Mercedes-Benz. Ces images suscitent des allégations selon lesquelles la famille du Premier ministre bénéficierait d'une fortune bien supérieure à celle d'un fonctionnaire, ce qui renforce les soupçons de corruption et sur la concentration des richesses dans l'économie mongole, riche en ressources naturelles.
Bien qu'Oyun-Erdene se soit forgé une réputation de dirigeant réformateur cherchant à défier les intérêts bien établis dans les secteurs minier et bancaire, ces révélations suscitent de nombreuses critiques. Les allégations selon lesquelles il est au courant du train de vie de son fils ou l'a financé donnent lieu à une pétition demandant sa démission. La pétition, signée par plus de 59 000 personnes, cite également la forte inflation et les restrictions croissantes à la liberté de la presse comme sources de griefs. Oyun-Erdene se soumet à une enquête de l'Autorité indépendante de lutte contre la corruption, mais fait peu de déclarations publiques concernant la controverse.

## Manifestations
Des manifestations pacifiques, modestes mais soutenues, débutent à la mi-mai 2025, avec de jeunes Mongols rassemblés sur la place Sükhbaatar d'Oulan-Bator pour réclamer la démission du Premier ministre. Les manifestants expriment leur frustration face aux allégations de corruption impliquant la famille du Premier ministre, ainsi que des griefs plus larges liés aux inégalités et à la corruption du gouvernement. Ils exigent qu'il publie ses sources de revenus et fournisse une explication sur le financement des dépenses de sa famille. Pendant plusieurs jours consécutifs, les manifestants se rassemblent devant le Palais du gouvernement (en), tandis que des contre-manifestants, généralement plus âgés, descendent également dans la rue pour soutenir le Premier ministre et expriment leur scepticisme quant à l'efficacité de sa démission.
Le 21 mai, le MPP expulse le DP de la coalition au pouvoir en invoquant une violation du protocole d'accord après que plusieurs députés du Parti démocrate expriment leur soutien aux manifestations en cours. Cette décision dissout la coalition moins d'un an après sa formation. En réponse, le DP appelle officiellement le MPP à fournir une explication écrite et des excuses publiques pour son retrait brutal du gouvernement de coalition sans préavis. Le président du Parti démocrate et vice-Premier ministre (en), Luvsannyamyn Gantömör (en), déclare que les députés dissidents ne représentent pas la position officielle du parti. Le 22 mai, les dirigeants des trois partis au pouvoir se réunnissent pour réévaluer les termes de leur accord de coalition.
Le 24 mai, les manifestations entrent dans leur neuvième jour. Le 26 mai, les organisateurs présentent publiquement un ensemble de revendications élargies, notamment :
- La démission du Premier ministre Oyun-Erdene pour des raisons de responsabilité politique et morale.
- La dissolution du gouvernement de coalition et le rejet de la formation de toute nouvelle coalition.
- Un appel à maintenir la stabilité constitutionnelle en s'abstenant d'amender la Constitution.

Le 27 mai, des sources gouvernementales indiquent qu'Oyun-Erdene envisage de convoquer un vote de confiance, prévu pour la semaine suivante.
Des analystes et commentateurs s'inquiètent du manque de communication publique de la part du président, du Premier ministre et du gouvernement de coalition pendant quatorze jours consécutifs de manifestations. Ce silence prolongé accroît la suspicion du public à l'égard de négociations politiques en coulisses et de l'intersection entre pouvoir politique et des intérêts économiques.
Le 3 juin, Oyun-Erdene démissionne après avoir perdu une motion de censure au Grand Khoural d'État. Quarante-quatre députés sur les 64 requis lui apportent leur soutien. Trente-six s'opposent à lui, tandis que les 42 restants ne votent pas. Il restera en poste par intérim jusqu'à la nomination d'un nouveau Premier ministre dans les 30 jours,.

## Analyse
Les commentateurs et analystes politiques soulignent que les manifestations et la crise politique qui en résulte coïncident avec une lutte de pouvoir au sein du MPP, qui gouverne. Selon le présentateur et analyste Jargal DeFacto[Qui ?], certaines factions exploitent la controverse pour plaider en faveur de modifications constitutionnelles permettant au président Ukhnaagiin Khürelsükh de briguer un second mandat. La Constitution mongole limite le mandat présidentiel à un seul mandat de six ans.
Khürelsükh, ancien Premier ministre et membre du MPP, est déjà critiqué pour ses décisions de politique étrangère, notamment pour avoir invité le président russe Vladimir Poutine en Mongolie malgré les obligations juridiques internationales découlant du Statut de Rome, et pour avoir assisté aux célébrations du Jour de la Victoire à Moscou. L'analyste en économie politique et chroniqueuse Bolorerdene Bazarsuren déclare au Diplomat que les discussions sur le passage potentiel de la Mongolie à un système présidentiel ne sont pas nouvelles. Elle note que l'importance excessive accordée à la défense de la Constitution marginalise, selon elle, les intérêts publics et contribue à la lutte de pouvoir entre les élites politiques dans le contexte des manifestations. Bazarsuren avertit que si l'impasse persiste, elle peut dégénérer en un débat plus large sur la modification du système de gouvernance de la Mongolie.
Le 18 mai, le bureau de presse présidentiel annonce que le président Khürelsükh ne briguera pas un second mandat lors des élections de 2027 et réaffirme sa position le 2 juin, lors d'une apparition surprise tard dans la nuit au cours du débat parlementaire sur le vote de confiance.
Jargal DeFacto souligne également que les efforts d'Oyun-Erdene pour créer un fonds souverain et réduire la dépendance à une économie axée sur l'endettement et les matières premières ont suscité l'opposition de puissants intérêts économiques. Bien que le Premier ministre mette l'accent sur les initiatives de lutte contre la corruption dans des secteurs tels que la banque, les mines et l'éducation, l'efficacité de ces efforts est remise en question en raison de problèmes systémiques au sein du système judiciaire. La confiance du public est encore davantage ébranlée par la forte inflation et la hausse des taux d'intérêt.